# Hart's War
Hart's war (en España, La guerra de Hart; en Hispanoamérica, En defensa del honor) es una película del año 2002. Basada en la novela de John Katzenbach, está protagonizada por Bruce Willis, Colin Farrell y Terrence Howard y dirigida por Gregory Hoblit. Se rodó en Barrandov Studios, Praga (República Checa) y se estrenó el 15 de febrero de 2002.

## Argumento
El 15 de diciembre de 1944, durante la batalla de las Ardenas (Segunda Guerra Mundial), el teniente Thomas W. Hart (Colin Farrell), un oficial de buena familia y estudiante de Derecho en Yale, es capturado por los alemanes. Tras tres días de interrogatorio revela información y es enviado como prisionero de guerra a un campo de prisioneros alemán. Una vez allí es presentado al coronel William McNamara (Bruce Willis), quien ostenta el mando de los prisioneros al ser el oficial estadounidense de mayor rango. McNamara le pregunta al teniente si ha dado información al enemigo lo que Hart niega. No es aceptado en el barracón de los oficiales, ya que McNamara encuentra sospechosa su corta estancia en interrogatorio. Por ello el coronel lo asigna al barracón 27, de suboficiales.
Después de varios días de estar ahí, Hart descubre que el sargento primero Bedford (Cole Hauser), quien estaba a cargo del barracón 27, tenía una relación de complicidad con los guardias nazis, con la cual consigue cosas tales como las cómodas botas que le regala a él, cigarrillos, comida caliente y demás objetos. Llegan al campamento nuevos prisioneros, los tenientes segundos Lincoln Scott (Terrence Howard) y Lamar T. Archer (Vicellous Shannon), dos pilotos afroamericanos. Nuevamente McNamara no los acepta en el barracón de oficiales por su color de piel y los asigna al barracón 27.
Muy pronto el sargento Bedford mostrará su intolerancia, odio y discriminación hacia los pilotos de raza negra. Bedford urde un plan con el fin de librarse de Archer. Para esto guarda un arma blanca en la cama de Archer, sin ser visto, informando después a los oficiales nazis. Éstos ejecutan a Archer provocando la indignación de su único amigo, Scott, quien amenaza a Bedford de muerte y jura vengarse de él delante de los demás prisioneros.
A los pocos días, descubren al teniente Scott junto al cuerpo sin vida de Bedford. McNamara acude a la escena del crimen y propone un consejo de guerra, impidiendo la inmediata ejecución de Scott. El comandante alemán del campo, el Coronel Visser (Marcel Iures), da luz verde al consejo de guerra, el cual es presidido por el coronel McNamara.
Durante el desarrollo del juicio es palpable la parcialidad del coronel, quien está a favor de la ejecución de Scott.
Una noche, Hart se da cuenta de que un soldado de su barracón va a salir al exterior y decide seguirle. Salen por un agujero que hay en las letrinas. Hart sigue al soldado hasta una zona que se encuentra detrás del teatro, que es donde tiene lugar el consejo de guerra. Hart descubre la excavación de un túnel que propiciaría la fuga de unos cuantos prisioneros. El perspicaz teniente comprende rápidamente que el organizador del plan es McNamara, por lo que acude a su barracón para manifestarle sus dudas.
Pronto Hart se dará cuenta de que el consejo de guerra no es más que una maniobra de distracción que facilitará la fuga mientras se dicta la sentencia final del juicio. Además, McNamara confiesa ser el autor del asesinato de Bedford, ya que éste iba a desvelar el plan de fuga a los nazis. 
McNamara intenta convencer a Hart del sacrificio que debe hacer Scott para que varios prisioneros puedan escapar.

## Reparto
| Actor                  | Personaje                      | Doblaje en Español (España) | Doblaje en Español (México) |
| ---------------------- | ------------------------------ | --------------------------- | --------------------------- |
| Bruce Willis           | Cnel. William A. McNamara      | Ramón Langa                 | Carlos Becerril             |
| Colin Farrell          | Tte. Thomas W. Hart            | Sergio Zamora               | Arturo Mercado Jr.          |
| Terrence Howard        | 2° Tte. Lincoln A. Scott       | Eduard Farelo               | Andrés Gutiérrez Coto       |
| Cole Hauser            | Sgt. Vic W. Bedford            | Juan Antonio Bernal         | Roberto Mendiola            |
| Marcel Iures           | Cnel. Werner Visser            | Camilo García               | Alfonso Ramírez             |
| Linus Roache           | Cpt. Peter A. Ross             | Óscar Barberán              | Paco Mauri                  |
| Vicellous Reon Shannon | 2°Tte. Lamar T. Archer         | José Luis Mediavilla        |                             |
| Maury Sterling         | Dennis A. Gerber               | José Javier Serrano         |                             |
| Sam Jaeger             | Cpt. R.G. Sisk                 |                             | Rafael Rivera               |
| Sam Worthington        | B.J "Depot" Guidry             | Xavier Fernández            |                             |
| Rory Cochrane          | Sgt. Carl S. Webb              | Luis Fenton                 |                             |
| Sebastian Tillinger    | Soldado Bert D. 'Moose' Codman | Claudio Domingo             |                             |
| Rick Ravanello         | Mayor Joe Clary                | Manuel Osto                 |                             |
| Rocky Marshall         | Capitán Robert M. Swann        |                             |                             |

## Rodaje
La película se rodó en la República Checa, en los estudios Barrandov de Praga, donde aún se conservan vestuario y decorados de la Segunda Guerra Mundial al igual que una antigua base militar abandonada.

## Música
La banda sonora de La guerra de Hart corrió a cargo de la compositora británica Rachel Portman.
Portman fue la primera mujer en recibir el Óscar en la categoría a la Mejor banda sonora por Emma, en 1996. Además estuvo nominada dos veces por The Cider House Rules en 1999 y Chocolat en 2000.
La banda sonora de La guerra de Hart no parecía a priori una buena elección para la autora de Chocolat, pues es una película de carácter bélico. Sin embargo, la película se centra en las relaciones entre los diferentes personajes, y no en batallas espectaculares; siendo, al fin y al cabo, adecuada para la compositora británica.
El dramatismo domina gran parte de la partitura, tal y como sucede en "Hart Captured and Interrogated" y "Scott's Macon, Georgia Story/Train Yard Strafing and Bombing", donde la música se agita al compás de la cuerda, logrando con ello un adecuado desasosiego en las emociones del oyente. Quizás en algunos momentos del disco se perciban pasajes de escasa originalidad ("Visser Finds Tunnel"), pero su eficacia es incontestable, tornándose como dignos ejemplos del tradicional gusto de la autora de "Las Normas de la Casa de la Sidra".
El resto bascula entre la intriga ("Hart Finds Bedford's Stash") y lo amable ("McNamara Trades His Life"), quedándose en los títulos de crédito finales ("End Credits") la habitual recopilación de lo mejor de la obra. No hay melodías especialmente reseñables, algo en lo que Rachel Portman es una especialista, ni espectaculares fuegos de artificio ejecutados por la orquesta, pero se trata de una banda sonora muy digna que, una vez más, nos confirma la regularidad de su autora.

### Incidentales
Estas son las piezas musicales pertenecientes al CD de la música original:

1. Final Salute.
2. Hart Captured and Interrogated.
3. Scott's Macon, Georgia Story/Train Yard Strafing and Bombing.
4. Visser Testifies.
5. Visser Finds Tunnel.
6. March to Stalag 6A.
7. Archer Shot Dead.
8. Scott Railroaded.
9. Everything is OK, Tommy.
10. Blackened Face Testimony.
11. Hart Finds Bedford's Stash.
12. Hart Discovers Tunnel.
13. McNamara Trades His Life.
14. End Credits.

## Fechas de estreno
| País           | Fecha                    |
| -------------- | ------------------------ |
| Estados Unidos | 15 de febrero de 2002    |
| Japón          | 28 de septiembre de 2002 |
| Argentina      | 18 de abril de 2002      |
| Brasil         | 19 de abril de 2002      |
| España         | 30 de abril de 2002      |
| Reino Unido    | 24 de mayo de 2002       |
| Suecia         | 10 de mayo de 2002       |
| Francia        | 29 de mayo de 2002       |
| Italia         | 31 de mayo de 2002       |
| Finlandia      | 12 de diciembre de 2002  |
| Alemania       | 30 de mayo]] del 2002    |
| Polonia        | 3 de mayo de 2002        |
| Australia      | 30 de mayo de 2002       |
| Nueva Zelanda  | 4 de abril de 2002       |
| México         | 12 de abril de 2002      |
| Noruega        | 31 de mayo de 2002       |
| Filipinas      | 11 de abril de 2002      |
| Corea del Sur  | 17 de mayo de 2002       |

## Recepción
La película, a pesar de tener estrellas como Bruce Willis y Colin Farrell, fue un fracaso en taquilla.